# The Pretty Things Are Going to Hell
The Pretty Things Are Going to Hell è singolo del cantautore britannico David Bowie, pubblicato nel 1999 in Australia e Giappone come estratto dall'album 'hours...'.
La canzone appare anche nella colonna sonora del film Stigmate (Stigmata) del 1999.

## Tracce
- CD (Australia)

1. The Pretty Things Are Going to Hell – 4:40
2. The Pretty Things Are Going to Hell (edit) – 3:59
3. We Shall Go to Town – 3:56
4. 1917 – 3:27

## Formazione
- David Bowie - voce, tamburello
- Reeves Gabrels - chitarra elettrica
- Mark Plati - basso
- Mike Levesque - batteria